# Черногоровская культура
Черногоровская культура — предскифская археологическая культура раннего железного века (IX—VII века до н. э.) в Северном Причерноморье. Название культура получила от кургана у села Черногоровка (Бахмутский район, Донецкая область, Украина), раскопанного В. А. Городцовым в 1901 году.
Носителями культуры были выходцы с востока (Южной Сибири), родственные скифам; впрочем, согласно письменным источникам, они кочевали и до приходов скифов. Таким образом, их отождествляют с историческими киммерийцами. Большую роль в черногоровской культуре играло всадничество, что прослеживается по погребальным памятникам. Основное занятие населения — кочевое скотоводство. Предполагается конфликтное существование с племенами кобанской культуры.
В черногоровских образцах определены митохондриальные гаплогруппы C5c, H9a, R и Y-хромосомные гаплогруппы Q1a1.